# 維雷納山
45°55′51″N 11°24′51″E / 45.93083°N 11.41417°E
維雷納山（義大利語：Monte Verena），是意大利的山峰，位於該國東北部，由威尼托大區負責管轄，屬於維琴察阿爾卑斯山脈的一部分，海拔高度2,015米，每年平均降雨量1,556毫米。